# The Timber Queen
The Timber Queen è un serial del 1922 diretto da Fred Jackman. Il serial era in 15 episodi, interpretato e prodotto da Ruth Roland. Venne girato negli studios Hal Roach.

## Produzione
Il film fu prodotto dalla Hal Roach Studios e (in associazione) Ruth Roland Serials.

## Distribuzione
Distribuito dalla Pathé Exchange, la prima uscita degli episodi del serial nelle sale cinematografiche USA fu il 16 luglio 1922.
Viene in gran parte considerato perduto. Esistono ancora, conservati negli archivi dell'UCLA Film and Television Archive e in una collezione privata, l'episodio uno, quattro, otto e nove.

### Data di uscita degli episodi
- The Log Jam  (3 rulli) - 16 luglio 1922
- The Flaming Forest (2 rulli) - 23 luglio 1922
- Guilty as Charged (2 rulli) - 30 luglio 1922
- Go Get Your Man (2 rulli) - 6 agosto 1922
- The Yukon Trail (2 rulli) - 13 agosto 1922
- The Hidden Pearl (2 rulli) - 20 agosto 1922
- Mutiny (2 rulli) - 27 agosto 1922
- The Smuggler's Cave (2 rulli) - 3 settembre 1922
- Horned Fury (2 rulli) - 10 settembre 1922
- Human Vultures (2 rulli) - 17 settembre 1922
- The Runaway Engine (2 rulli) - 24 settembre 1922
- The Abyss (2 rulli) - 1º ottobre 1922
- The Stolen Wedding (2 rulli) - 8 ottobre 1922
- One Day to Go (2 rulli) - 15 ottobre 1922
- The Silver Lining (2 rulli) - 22 ottobre 1922